# 舒曼冰原島峰
72°35′S 163°18′E / 72.583°S 163.300°E
舒曼冰原島峰（英語：Schumann Nunatak），是南極洲的冰原島峰，位於維多利亞地的彭內爾海岸，處於薩爾瓦多冰原島峰以南3.7公里，屬於弗賴貝格山脈的一部分，美國地質調查局根據測量和該國海軍的空中照片繪入地圖，現時由南極條約體系管理。